# Regine Kollek
Regine Kollek (* 1950) ist eine deutsche Wissenschaftlerin und Expertin für Bioethik mit einem Schwerpunkt in der Reproduktionsmedizin und der Technikfolgenabschätzung moderner Biotechnologien. Von 2001 bis 2008 war sie Mitglied im Nationalen Ethikrat und blieb auch nach der Umstrukturierung bis 2012 im Deutschen Ethikrat.

## Lebenslauf
Regine Kollek studierte Biologie und Chemie in Braunschweig, Paris und Würzburg. Von 1979 bis 1981 absolvierte sie einen Forschungsaufenthalt an der Medical School der University of California, San Diego (UCSD). Von 1981 bis 1984 war sie wissenschaftliche Mitarbeiterin am Heinrich-Pette-Institut für Experimentelle Virologie und Immunologie an der Universität Hamburg.
Von 1985 bis 1987 arbeitete Regine Kollek im wissenschaftlichen Stab der Enquête-Kommission Chancen und Risiken der Gentechnologie des Deutschen Bundestages in Bonn. Als freiberufliche Mitarbeiterin war sie von 1987 bis 1988 im Institut für angewandte Ökologie in Freiburg im Breisgau und anschließend als wissenschaftliche Mitarbeiterin bis 1995 am Hamburger Institut für Sozialforschung tätig. Von Oktober 1995 bis zu ihrem Eintritt in den Ruhestand Ende März 2016 war Regine Kollek Professorin für Technologiefolgenabschätzung der modernen Biotechnologie in der Medizin mit Forschungsschwerpunkt Biotechnik, Gesellschaft und Umwelt an der Universität Hamburg. Sie leitete die Arbeitsgruppe Technologiefolgenabschätzung der modernen Biotechnologie in der Medizin.

## Mitgliedschaften
- Von 1987 bis 1991: Mitglied im Vorstand des Instituts für angewandte Ökologie Freiburg
- Akademie für Ethik in der Medizin in Göttingen
- 2001 bis 2012: Nationaler Ethikrat und gemeinsam mit Eckhard Nagel stellvertretende Vorsitzende, danach Deutscher Ethikrat
- 2002 bis 2009: Mitglied des Internationalen Bioethik-Komitees (IBC) der UNESCO, berufen durch das Bundeskabinett.[3]
- Seit November 2015: Vorstandsmitglied der Vereinigung Deutscher Wissenschaftler (VDW e.V.)[4]

## Ehrungen
- 2002: Medvantis Forschungspreis

## Ausgewählte Publikationen

### Bücher
- Der medizinische Blick in die Zukunft. Gesellschaftliche Implikationen prädiktiver Gentests; campus, Frankfurt, 2008 (gemeinsam mit Thomas Lemke), ISBN 978-3-593-38776-5.
- Gentechnik und Krankenversicherung. Neue Leistungsangebote im Gesundheitssystem; Nomos, Baden-Baden, 2002 (gemeinsam mit G. Feuerstein und T. Uhlemann), ISBN 978-3-7890-7715-9.
- Präimplantationsdiagnostik: Embryonenselektion, weibliche Autonomie und Recht; Francke, Tübingen 2. Auflage 2000, ISBN 978-3-7720-2621-8.
- Konfiguration des Menschen. Biowissenschaften als Arena der Geschlechterpolitik.; Leske und Budrich: Opladen, hrsg. gemeinsam mit E. Kuhlmann, 2002. ISBN 978-3-8100-3444-1.
- Wissenschaft als Kontext – Kontexte der Wissenschaft; Junius-Verlag, Hamburg. hrsg. mit W. Bonß und R. Hohlfeld; 1993. ISBN 978-3-88506-229-5.

### Aufsätze
- Individualized Pharmacogenetic Therapy: A Critical Analysis. In: Community Genetics. Band 6, 2003, S. 114–119 (gemeinsam mit M. Schmedders, J. van Aken & G. Feuerstein).
- Klinische Relevanz pharmakogenetischer Testverfahren. In: Medizinische Genetik. Band 15, 2003, S. 377–384 (gemeinsam mit J. van Aken, M. Schmedders & G. Feuerstein).
- Reprogenetics: visions of the future. In: Encyclopedia of the Human Genome. Nature Publishing Group, London 2003 (Article 221).
- Prospects and Limits of Pharmacogenetics. In: American Journal of Pharmacogenomics. 2003, S. 149–155 (gemeinsam mit J. van Aken, M. Schmedders & G. Feuerstein)
- Nähe und Distanz: komplementäre Perspektiven der ethischen Urteilsbildung; In: M. Düwell und K. Steigleder (Hrsg.): Bioethik. Eine Einführung. Suhrkamp, Frankfurt a. M. 2003, S. 230–237.
- Früherkennung. Ist Information ein Wert an sich? Evaluation genetischer Screenings. In: Medizinische Klinik. Band 98, 2003, S. 233–236.
- Risikofaktor Prädiktion. Unsicherheitsdimensionen diagnostischer Humanexperimente am Beispiel prädiktiver Brustkrebstests. In: Jahrbuch Wissenschaft und Ethik. de Gruyter, Berlin, 2000, S. 91–115 (gemeinsam mit G. Feuerstein)
- Technicalization of Human Procreation and Social Living Conditions. In: H. Haker und D. Beyleveld (Hrsg.): Ethics in Genetics in Human Procreation. Ashgate, Aldershot, 2000, S. 131–152.
- Der Gral der Genetik. Das menschliche Genom als Symbol wissenschaftlicher Heilserwartungen des 21. Jahrhunderts. In: Mittelweg. Band 36, Zeitschrift des Hamburger Instituts für Sozialforschung, 1/94, S. 5–14.
- Vorüberlegungen zu einem kontextualistischen Modell der Wissenschaftsentwicklung. In: Deutsche Zeitschrift für Philosophie. Berlin, Jahrgang 42. Heft 3, 1994, S. 439–454. (gemeinsam mit W. Bonß und R. Hohlfeld)

### Biologische Fachliteratur
- R. Kollek, W. Oertel und W. Goebel: Isolation and characterisation of the minimal fragment required for autonomous replication ("basic replicon") of a copy mutant (pKN102) of the antibiotic resistance factor Rl. In: Molecular and General Genetics. Band 126, 1978, S. 52–57
- R. Kollek und M. Goulian: Synthesis of parvovirus H 1 replicative form from viral DNA by DNA polymerase gamma. In: Proceedings of the National Academy of Sciences of the USA. Band 78, 1981, S. 6206–6210.
- R. Kollek, C. Stocking, F. Smadja Jaffe und Wolfram Ostertag: Molecular cloning and characterization of a leukemia-inducing myeloproliferative sarcoma virus and two of its temperature sensitive mutants. In: Journal of Virology. Band 50, 1984, S. 717–724